# 南平州 (北魏)
南平州，中国古代的州。
北魏改南襄州置南平州，治湖阳县（今河南唐河县西南湖阳镇）。辖境相当今河南省唐河县一带。下辖顺阳郡、襄城郡。顺阳郡下辖湖阳县，湖阳县下辖石马县。西魏废帝三年（554年），改为昇州。后来改为湖州，隋朝仁寿元年（601年）又改为昇州。